# Kasteel van Gaillarmont
Het Kasteel van Gaillarmont is een kasteel in de Luikse deelgemeente Chênée, gelegen in de buurtschap Bois-de-Breux aan de Rue de Gaillarmont 600.

## Geschiedenis
Het kasteeldomein behoorde begin 17e eeuw aan de familie De Geer de Brialmont, daarna De Nollet en in de 18e eeuw aan Du Vivier en Andriesens. Dan kwam het aan de Luikse koopman Lonhienne en daarna aan de familie De Favereau die het in 1845 herbouwde en vergrootte. Het kasteel en het domein van 45 ha werden verkocht aan Gaston de la ROUSSELIÈRE die het kasteel in 1873 verder vergrootte met onder meer een extra verdieping. en kreeg het zijn huidige vorm. Hij verkoos de naam Kasteel van Bruyères.
In 1919 werd het kasteel verkocht aan de Filles de la Croix (Zusters van het Kruis), die het verbouwen tot het sanatorium Notre-Dame des Bruyères en er ook een school voor verpleegkundigen in vestigden. Nog voor de Tweede Wereldoorlog werd het een ziekenhuis, voornamelijk voor de verzorging van de mijnwerkers van nabije koolmijnen. Vooral vanaf de jaren 1960 werd Clinique des Bruyères verder uitgebouwd. Vanaf 2001 is het een afdeling van het CHU Centre Hospitalier Universitaire de Liège.

## Gebouw
Het betreft een neoclassicistisch bouwwerk van 1845, gebouwd in baksteen en kalksteen. Het heeft een voorgevel van zeven traveeën, aan beide zijden geflankeerd door een toren-achtig paviljoen. In 1873 werd het centrale deel van de voorgevel nog gewijzigd: Er kwam een trap en een portiek, geschraagd door Toscaanse zuilen. Er werd ook een attiek aangebracht met daarop de wapenschilden van de toenmalige eigenaars De la Rousselière en De Robiano. Deze werden voorzien van de wapenspreuk: Dieu m'a fait fort (God heeft me sterk gemaakt). Aan het rechterpaviljoen werd er een neogotische kapel gebouwd, voorzien van een driezijdig gesloten apsis.

## Interieur
Het interieur bevat een interessant trappenhuis, een eetzaal in neorenaissancestijl en een salon in neoclassicistische stijl.